# Peist
Peist est une localité et une ancienne commune suisse du canton des Grisons, située dans la région de Plessur.

## Histoire
Le 1er janvier 2013, les communes de Calfreisen, Castiel, Langwies, Lüen, Molinis, Peist et Sankt Peter-Pagig ont été intégrées à celle d'Arosa.